# Presidenti del Consiglio regionale del Nord-Passo di Calais
Il presidente del Consiglio regionale del Nord-Passo di Calais (in francese Président du conseil régional du Nord-Pas-de-Calais) era il capo del governo dell'ex regione francese del Nord-Passo di Calais e il capo del suo Consiglio regionale.
Con la riforma delle regioni, a partire dal gennaio 2016 le sue funzioni sono assunte dal presidente del Consiglio regionale dell'Alta Francia.

## Elenco
| Mandato                           | Presidente | Presidente              | Partito | Partito            |
| --------------------------------- | ---------- | ----------------------- | ------- | ------------------ |
| 1974–1981                         |            | Pierre Mauroy           |         | Partito Socialista |
| 1981–1992                         |            | Noël Josèphe            |         | Partito Socialista |
| 31 marzo 1992 – 20 marzo 1998     |            | Marie-Christine Blandin |         | I Verdi            |
| 16 marzo 1998 – 25 gennaio 2001   |            | Michel Delebarre        |         | Partito Socialista |
| 13 aprile 2001 – 31 dicembre 2015 |            | Daniel Percheron        |         | Partito Socialista |